# Deckerville
Deckerville – wieś w Stanach Zjednoczonych, w stanie Michigan, w hrabstwie Sanilac.